# SNCASE SE.200
Dimensions
Le SNCASE SE.200 était un hydravion civil français développé peu avant la Seconde Guerre mondiale à la suite d'une demande d'Air France. 
À son époque, il était le plus rapide hydravion de transport au monde (avec une vitesse maximale de 390 km/h).  
Il fut développé à l'origine sous le nom de Lioré et Olivier LeO H-49 avant la nationalisation de l'industrie aéronautique française.
Le pilote d'essais Pierre Decroo a volé sur le troisième exemplaire en juin 1945.